# طاهر (نام خانوادگی)
طاهر می‌تواند به افراد زیر اشاره داشته باشد:
- ایمن طاهر، بازیکن فوتبال مصری
- بهاء طاهر، نویسنده مصری
- فران طاهر، هنرپیشه آمریکایی
- محمدعلی طاهر، روزنامه‌نگار فلسطینی
- سهراب طاهر، شاعر ایرانی